# Orthobula zhangmuensis
Orthobula zhangmuensis is een spinnensoort uit de familie van de Trachelidae.
De wetenschappelijke naam van de soort werd in 1987 gepubliceerd door Hu & Li.